# 曾郁棋
曾郁棋（1999年10月22日—），台灣女子羽球選手。畢業於臺中市立豐原國民中學和高雄市立高雄高級中學。

## 簡歷
2017年9月，曾郁棋出戰雪梨羽毛球國際賽，與張彥葶合作打進女子雙打比賽四強。

## 主要比賽成績
| 年份   | 賽事                 | 公開賽級別 | 項目     | 搭檔   | 成績   |
| ------ | -------------------- | ---------- | -------- | ------ | ------ |
| 2017年 | 雪梨羽毛球國際賽     | 國際系列賽 | 女子雙打 | 張彥葶 | 準決賽 |
| 2019年 | 珀斯羽毛球國際賽     | 未來系列賽 | 女子雙打 | 程郁捷 | 冠軍   |
| 2019年 | 雪梨羽毛球國際賽     | 國際系列賽 | 女子雙打 | 程郁捷 | 冠軍   |
| 2022年 | 波蘭羽毛球國際賽     | 國際系列賽 | 女子雙打 | 謝沛珊 | 準決賽 |
| 2022年 | 克羅地亞羽毛球國際賽 | 未來系列賽 | 女子雙打 | 謝沛珊 | 亞軍   |
| 2022年 | 北港羽毛球國際賽     | 國際挑戰賽 | 女子雙打 | 謝沛珊 | 準決賽 |
| 2022年 | 巴林羽毛球國際系列賽 | 國際系列賽 | 女子雙打 | 謝沛珊 | 亞軍   |
| 2023年 | 中國瑞昌羽球大師賽   | 超級100賽  | 女子雙打 | 謝沛珊 | 準決賽 |
| 2023年 | 越南羽毛球國際挑戰賽 | 國際挑戰賽 | 女子雙打 | 謝沛珊 | 準決賽 |
| 2023年 | 丹麥羽毛球大師賽     | 國際挑戰賽 | 女子雙打 | 謝沛珊 | 冠軍   |
| 2023年 | 南特羽毛球國際挑戰賽 | 國際挑戰賽 | 女子雙打 | 謝沛珊 | 準決賽 |
| 2023年 | 越南羽毛球公開賽     | 超級100賽  | 女子雙打 | 謝沛珊 | 冠軍   |

| 2007-2017年 | 首要超級賽 | 超級賽 | 黃金大獎賽 | 大獎賽 | 國際挑戰賽 | 國際系列賽 | 未來系列賽 | 其他 |

| 2018-2026年 | 總決賽 | 超級1000賽 | 超級750賽 | 超級500賽 | 超級300賽 | 超級100賽 | 國際挑戰賽 | 國際系列賽 | 未來系列賽 | 其他 |